# Тею (Алба)
Тею (рум. Teiu) — село у повіті Алба в Румунії. Входить до складу комуни Хоря.
Село розташоване на відстані 334 км на північний захід від Бухареста, 66 км на північний захід від Алба-Юлії, 55 км на південний захід від Клуж-Напоки.

## Населення
За даними перепису населення 2002 року у селі проживали 82 особи, усі — румуни. Усі жителі села рідною мовою назвали румунську.